# صوفي سفافا
صوفي سفافا (مواليد 11 أغسطس 2000) لاعبة كرة قدم دنماركية محترفة، تلعب كظهير أيسر أو لاعبة وسط مع نادي ليون في الدوري الفرنسي لكرة القدم للسيدات ومنتخب الدنمارك لكرة القدم للسيدات. سبق لها اللعب مع نادي روزنغارد في الدوري السويدي لكرة القدم للسيدات، ونادي بروندبي في دوري الدرجة الأولى الدنماركي، ونادي فولفسبورغ في الدوري الألماني، ونادي ريال مدريد في الدوري الإسباني الدرجة الأولى. في يناير 2020، اختارها الاتحاد الأوروبي لكرة القدم كواحدة من أفضل 10 لاعبين واعدين في أوروبا.

## مسيرتها الكروية
لعبت سفافا في فرق الناشئين في أندية هورشولم-أوسرود، وبروندبي إف، وبي.93 كوبنهاغن، وباليروب-سكوفلوند فودبولد. ابتداءً من سن السادسة عشرة، لعبت سفافا مع بروندبي إف في الدوري الدنماركي الممتاز، وفازت بالكأس في موسمها الأول. وفي موسمها الثاني، فازت بالبطولة الدنماركية. في يوليو 2019، أُعلن عن توقيع سفافا عقدًا لمدة عامين ونصف مع نادي روزنغورد السويدي. وأفادت التقارير أن بروندبي حصل على مبلغ قياسي للنادي مقابل سفافا البالغة من العمر 17 عامًا. في موسمها الأول، فازت ببطولة دامالسفينسكان، مما جعلها بطلة مرتين في عام واحد.
في نوفمبر 2020، أُعلن عن توقيع سفافا عقدًا لمدة ثلاث سنوات مع نادي فولفسبورغ الألماني، يبدأ من يناير 2021. ظهرت لأول مرة في 5 فبراير 2021 في المباراة ضد توربين بوتسدام عندما دخلت كبديلة في الوقت بدل الضائع. في دوري أبطال أوروبا 2021/22، شاركت في مباريات دور المجموعات ضد سيرفيت إف سي شينويس ويوفنتوس ووصلت إلى ربع النهائي مع الفريق. في يناير 2022، انتقلت سفافا إلى ريال مدريد. في يونيو 2024، غادرت سفافا ريال مدريد وانضمت إلى نادي ليون الفرنسي.

## مسيرتها الدولية

### الشباب
ظهرت سفافا لأول مرة مع منتخب الدنمارك تحت 16 عامًا في ثلاث مباريات خلال بطولة الاتحاد الأوروبي لكرة القدم في أيرلندا في فبراير 2015. ثم شاركت في كأس دول الشمال الأوروبي في نهاية يونيو وبداية يوليو 2015. في سبتمبر 2015، شاركت مع منتخب الدنمارك تحت 17 عامًا في مباراتين وديتين ضد منتخب إيطاليا تحت 17 عامًا، وسجلت هدفها الدولي الأول في 8 سبتمبر. في أكتوبر، شاركت في الجولة الأولى من تصفيات بطولة أوروبا تحت 17 عامًا 2016، ووصلت إلى الدور النهائي حيث سجلت هدفًا ضد منتخب إسرائيل تحت 17 عامًا.
في سبتمبر 2016 ظهرت لأول مرة مع منتخب الدنمارك تحت 19 سنة لكرة القدم للسيدات، وفازت 3-2 على سويسرا في مباراة ودية. في أكتوبر لعبت في الجولة التأهيلية الأولى لبطولة أوروبا للسيدات تحت 19 عامًا 2017. وسجلت ضد سلوفاكيا وتأهلت إلى الدور النخبوي كثاني مجموعة. ثم لعبت في ثلاث مباريات في بطولة في لا مانجا في مارس 2017. ولعبت مرة أخرى في سبتمبر في الجولة التأهيلية الأولى لبطولة أوروبا للسيدات تحت 19 عامًا 2018. ضمن البطولة ساهمت بهدفين وتم اختيارها ضمن أفضل 11 لاعبًا في البطولة. كانت جزءًا من الفريق مرة أخرى في نهائيات بطولة أوروبا تحت 19 عامًا 2018. وصلوا إلى الدور نصف النهائي لكنهم خسروا 0-1 أمام إسبانيا حاملة اللقب، التي فازت بالمركز الأول بعد ثلاثة أيام. بدأت الجولة التأهيلية الأولى لبطولة أوروبا للسيدات تحت 19 عامًا 2019 بعد شهر واحد فقط، وسجلت سفافا ضد ليختنشتاين. وفي أكتوبر شاركت مع الفريق في البطولة.

## المنتخب الأول
ظهرت سفافا لأول مرة مع المنتخب الدنماركي في المباراة الودية التي انتهت بفوز الدنمارك 1-0 على فنلندا في يناير 2019، حيث دخلت بديلة في الدقيقة 74. في عام 2019، اختيرت سفافا كأفضل لاعبة صاعدة في الدنمارك. بالإضافة إلى ذلك، رُشِّحت لجائزة أفضل لاعبة كرة قدم دنماركية لهذا العام.
شاركت مع المنتخب خلال تصفيات كأس الأمم الأوروبية 2021. وسجلت أول هدف وطني لها في الفوز على جورجيا في تصفيات كأس الأمم الأوروبية 2022. وشاركت في المباريات الثلاث في كأس الغارف 2020 وأربع مباريات أخرى في تصفيات بطولة أوروبا، مما ساهم في التأهل المبكر للنهائيات.
شاركت سفافا دائمًا في المباريات التسع التي خاضتها الدنمارك في تصفيات كأس العالم 2023 وسجلت هدفًا واحدًا. بعد استبعاد روسيا بسبب الهجوم السياسي على أوكرانيا، والذي انتهك القانون الدولي، تم تأكيد مشاركة الدنمارك في كأس العالم مبكرًا. آخر مشاركة لها في كأس العالم كانت في عام 2007. في 16 يونيو 2022، تم ترشيحها لبطولة يورو 2022. هناك تم استخدامها في مباراتين حيث تم إقصاء الدنمارك من مرحلة المجموعات. في 30 يونيو تم ترشيحها لكأس العالم في أستراليا ونيوزيلندا. لم يتم استخدامها في كأس العالم، حيث وصلت الدنمارك إلى دور 16 قبل أن يتم إقصاؤها على يد أستراليا.

## الإنجازات
بروندبييرنس إدريتسفورينينج
- كأس الدنمارك: 2018
- الدوري الدنمارك للسيدات: 2019

نادي روزنغارد
- الدوري السويدي للسيدات: 2019

نادي فولفسبورغ
- كأس ألمانيا للسيدات: 2021
- الدوري الألماني للسيدات: 2022
- كأس ألمانيا للسيدات: 2022

أولمبيك ليون
- الدوري الفرنسي الممتاز للسيدات: 2025